# Rada Spółdzielczości Produkcyjnej
Rada Spółdzielczości Produkcyjnej – naczelny organ spółdzielczości rolniczej istniejący w latach 1953–1972, reprezentujący poprzez delegatów interesy członków rolniczych spółdzielni produkcyjnych, mający na celu zabezpieczenia dalszego ich rozwoju oraz organizacyjnego, gospodarczego i politycznego umacniania.

## Powołanie Rady
Na podstawie uchwały Prezydium Rządu z 1953 r. w sprawie powołania Rady Spółdzielczości Produkcyjnej ustanowiono Radę.

## Zadania Rady
Zadaniem Rady było stać na straży ścisłego przestrzegania i poszanowania statutów spółdzielni produkcyjnych, przyjętych przez członków spółdzielni, a przede wszystkim:
- czuwała nad przestrzeganiem zasady dobrowolności przy organizowaniu i wyborze typu spółdzielni produkcyjnych oraz nad kształtowaniem przyjaznych stosunków między spółdzielnią a rolnikami pozostającymi jeszcze poza spółdzielnią,

- wskazywała środki prowadzące do wzrostu zespołowego gospodarstwa spółdzielni produkcyjnych oraz do zwiększania funduszów niepodzielnych i prawidłowego ich wykorzystania,
- czuwała nad zgodnym ze statutem podziałem dochodu w spółdzielniach produkcyjnych oraz zwalczała wszelkie próby dysponowania dochodami spółdzielni bez wiedzy i zgody ich członków,
- czuwała nad rozwojem i umacnianiem samorządu spółdzielczego, regularnym zwoływaniem ogólnych zebrań członkowskich, przestrzeganiem zasady wybieralności zarządów, przewodniczących spółdzielni i komisji rewizyjnych,
- dbała o to, aby zapewniony był rzeczywisty udział członków spółdzielni w kierowaniu gospodarstwem zespołowym,
- pomagała spółdzielniom produkcyjnym w zwalczaniu wszelkich przejawów naruszania własności spółdzielczej i marnotrawstwa mienia zespołowego;
- wskazywała spółdzielniom produkcyjnym właściwe metody obliczania i wynagradzania pracy w oparciu o dniówki obrachunkowe i stosowanie prawidłowych norm pracy, zapobiegania przerostu personelu administracyjnego i usługowego, walki z osobami uchylającymi się od statutowych obowiązków i usiłującymi żyć kosztem członków spółdzielni pracujących uczciwie i sumiennie w gospodarce zespołowej,
- pomagała spółdzielniom w stosowaniu przodujących metod prowadzenia gospodarki zespołowej i prawidłowej organizacji pracy, popierała rozwój współzawodnictwa pracy między członkami, brygadami i spółdzielniami produkcyjnymi, upowszechniała bogate doświadczenia i osiągnięcia przodujących spółdzielców i spółdzielni produkcyjnych,
- pomagała zarządom spółdzielni produkcyjnych w opracowywaniu zasad ewidencji pracy i majątku spółdzielni,
- czuwała nad prawidłowym i terminowym wykonywaniem umów zawartych między spółdzielniami produkcyjnymi a państwowymi ośrodkami maszynowymi oraz innymi przedsiębiorstwami i organizacjami państwowymi, właściwym wymiarem zobowiązań państwowych dla spółdzielni produkcyjnych i terminowym ich wykonaniem,
- śledziła przebieg szkolenia kadr spółdzielczych oraz opracowywała wytyczne mające na celu ulepszanie metod i systemu szkolenia oraz doszkalania tych kadr.

## Wykonywanie zadań przez Radę
W wykonaniu swoich zadań Rada:
- opracowywała, opiniowała i przedstawiała Rządowi projekty ustaw, dekretów i uchwał dotyczących spółdzielczości produkcyjnej;
- opracowywała oraz wydawała wskazówki, instrukcje i regulaminy w sprawach organizacji i opłaty pracy, sprawozdawczości, rachunkowości i w innych sprawach dotyczących życia spółdzielni produkcyjnych;
- przeprowadzała przy pomocy członków Rady oraz swoich inspektorów systematyczną kontrolę przestrzegania statutów i wykonywania aktów prawodawczych oraz uchwał i zarządzeń państwowych w sprawach spółdzielczości produkcyjnej;
- zwracała się do właściwych organów władzy i administracji państwowej o wydanie niezbędnych zarządzeń w celu usunięcia stwierdzonych przypadków naruszenia statutu spółdzielczego lub innych przepisów dotyczących spółdzielczości produkcyjnej.

## Wybory Rady
Radę wybierał Zjazd Spółdzielczości Produkcyjnej. Zjazd uchwalał statut Rady, który określał tryb jej działania oraz zakres i tryb działania Prezydium Rady.

## Prezydium Rady
Rada spośród swych członków wybierała Prezydium Rady w składzie:
- Przewodniczący Rady,
- dwóch zastępców przewodniczącego,
- sekretarz,
- siedmiu członków.

## Zniesienie Rady
Na podstawie uchwały Rady Ministrów z 1972 r. w sprawie utraty mocy obowiązującej niektórych uchwał Rady Ministrów, Prezydium Rządu, Komitetu Ekonomicznego Rady Ministrów i Komitetu Ministrów do Spraw Kultury, ogłoszonych w Monitorze Polskim zlikwidowano Radę.